# تشنج وعائي
التشنج الوعائي (بالإنجليزية: Vasospasm)‏ هي حالة تقلص عضلي في وعاء دموي تؤدي لتضيق الأوعية. هذه الحالة قد تؤدي إلى النقص التروية أو النخر. التشنج الوعائي المخي قد يحدث بعد نزف تحت العنكبوتية. نقص التروية الدماغية يحدث عادة بعد السكتة التي يحدث بعد العمليات.